# رحمان جعفری
رحمان جعفری (زادهٔ  ۲۲ اسفند ۱۳۷۵ در بابل) بازیکن فوتبال اهل ایران است که در پست مهاجم برای باشگاه فوتبال آلومینیوم اراک در لیگ برتر خلیج فارس بازی می‌کند.

## دوران باشگاهی
وی سابقه بازی در تیم های نساجی مازندران ، پدیده مشهد ، شمس‌آذر قزوین و تراکتور تبریز را نیز دارد.

## افتخارات

### باشگاهی

#### نساجی
- لیگ آزادگان
  - نایب‌قهرمان (۱): ۱۳۹۷–۱۳۹۶

#### شمس آذر
- لیگ آزادگان
  - قهرمان (۱): ۱۴۰۲–۱۴۰۱

### فردی
- آقای گل لیگ آزادگان (۱)